# Pietro d'Angoulême
Pietro d'Angoulême o Pietro I di Antiochia (XII secolo – luglio 1208) è stato il patriarca latino di Antiochia dal 1201 circa al 1208.
Fu vescovo di Tripoli all'incirca tra il 1191 e il 1196. Entro il 1201 era stato elevato alla sede patriarcale di Antiochia. Nel 1205 fu arrestato e imprigionato da Boemondo, conte di Tripoli, a cui si era ribellato conferendo il principato d'Antiochia a suo nipote Rupeno, nonché nipote del re Leone di Armenia. Morì in prigione nel 1208 (all'inizio o a luglio), di sete, bevendo l'olio della sua lampada.
Papa Innocenzo III lo definì come un «prelato di felice memoria», che aveva sofferto una persecuzione fino alla morte.